# Oyama
Oyama (小山市?) è una città giapponese della prefettura di Tochigi.

## Amministrazione

### Gemellaggi
- Cairns